# Mauléon-Licharre
Mauléon-Licharre (Baskisch: Maule-Lextarre) is een gemeente in het Franse departement Pyrénées-Atlantiques (regio Nouvelle-Aquitaine). De plaats maakt deel uit van het arrondissement Oloron-Sainte-Marie en ligt in de Baskische provincie Soule. Mauléon-Licharre telde op 1 januari 2022 2.975 inwoners.

## Geografie
De oppervlakte van Mauléon-Licharre bedroeg op 1 januari 2022 12,8 vierkante kilometer; de bevolkingsdichtheid was toen 232,4 inwoners per km².

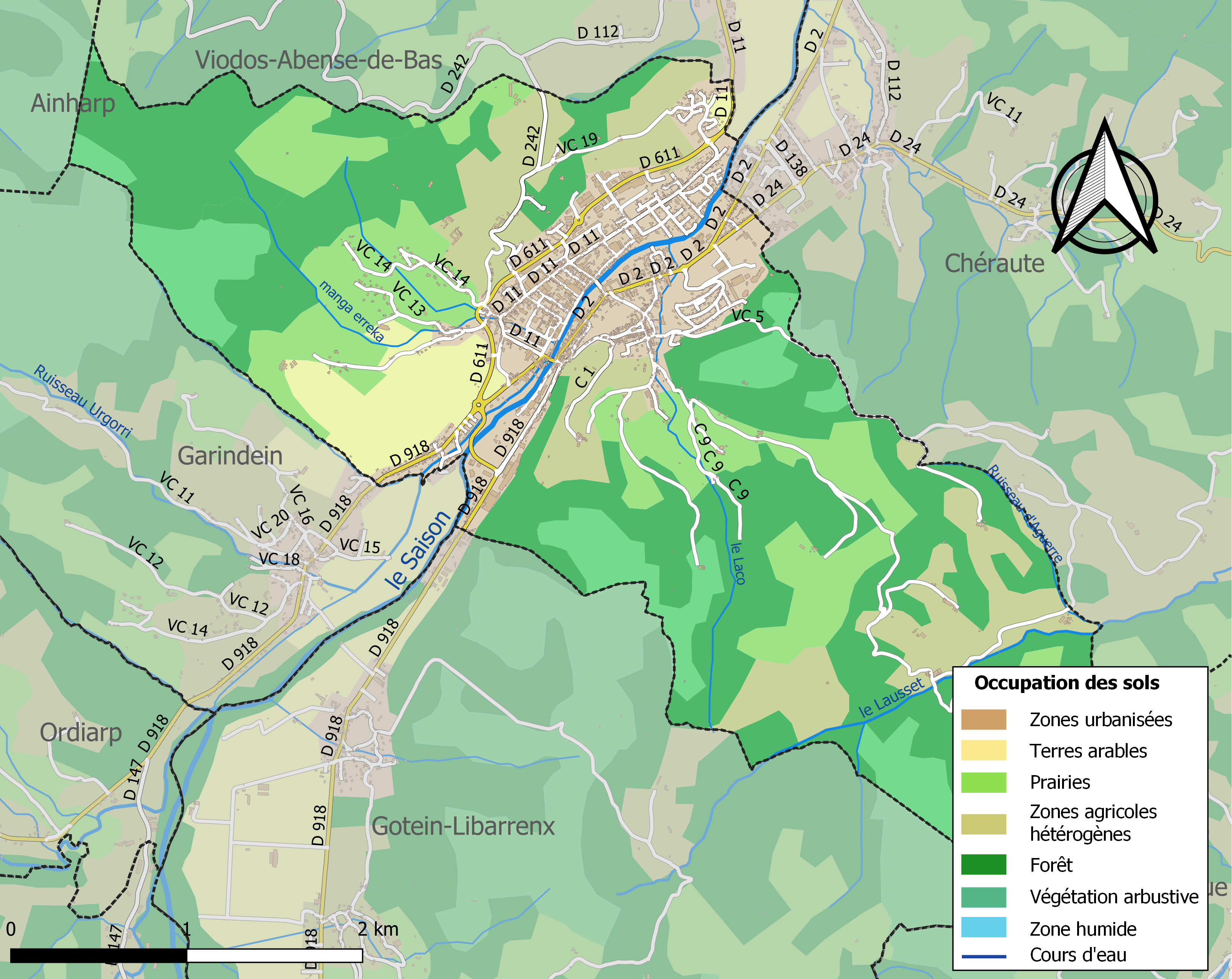
Kaart van de gemeente met belangrijkste infrastructuur, bodemgebruik en omliggende gemeenten

## Demografie
Onderstaande figuur toont het verloop van het inwonertal (bron: INSEE-tellingen).

## Afbeeldingen

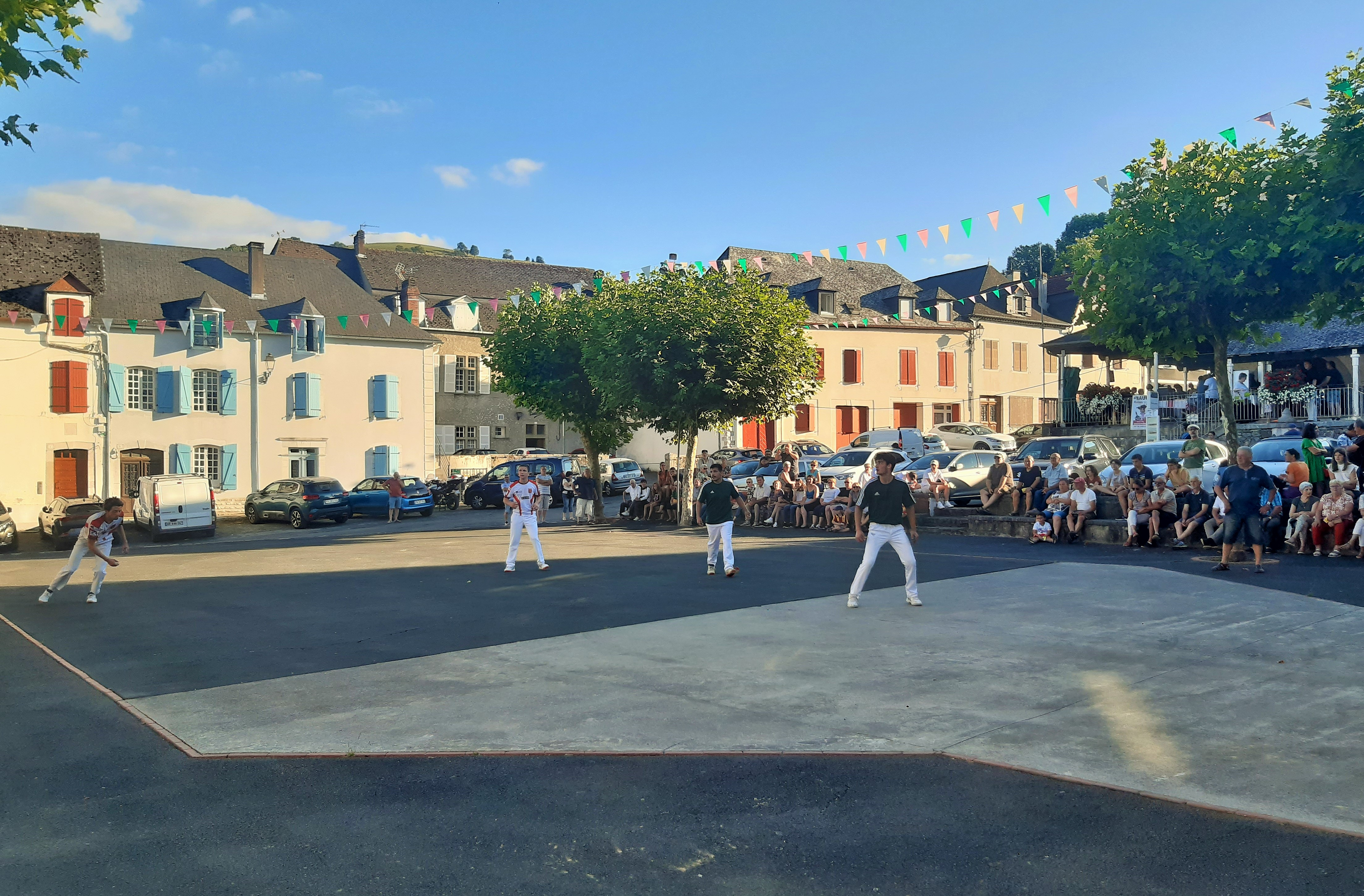
Pelota op de Place du Marché
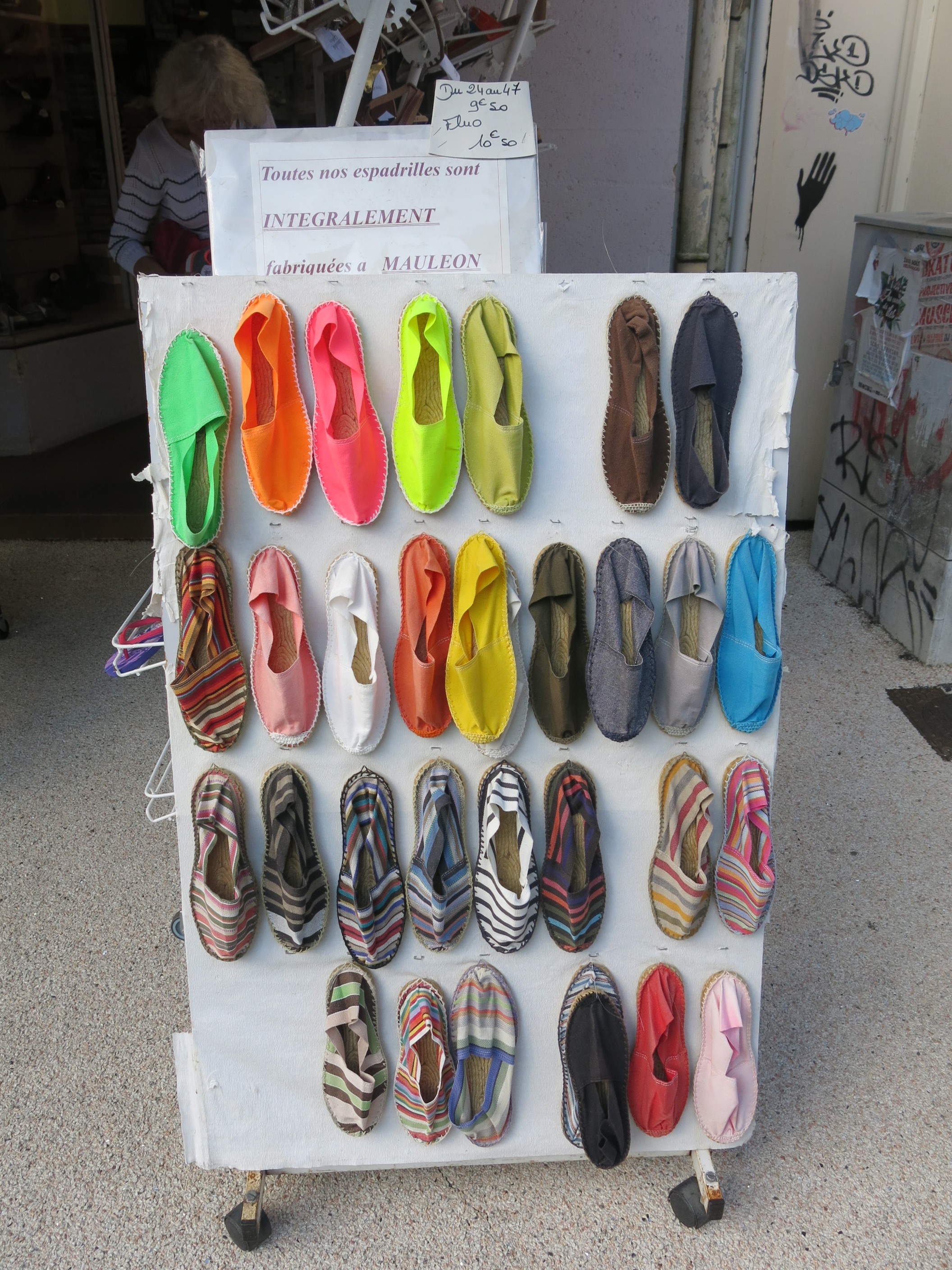
In Mauléon-Licharre gefabriceerde espadrilles
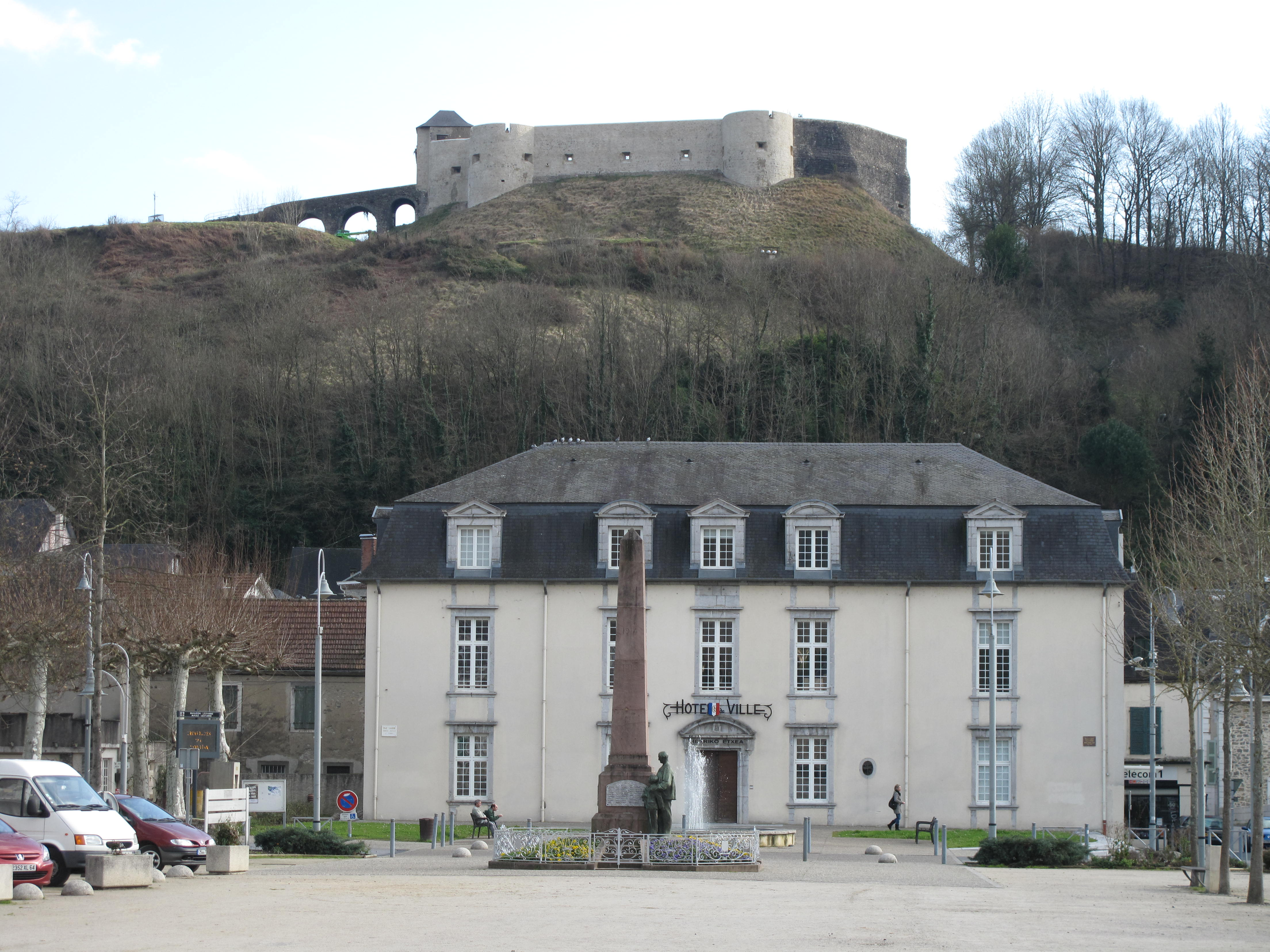
Fort, gemeentehuis en oorlogsmonument